# Mario Dolder
Pour les articles homonymes, voir Dolder.
Mario Dolder est un biathlète suisse, né le 22 juin 1990 à Langnau.

## Biographie
Il commence sa carrière internationale junior en 2007. Il obtient une médaille de bronze aux Championnats du monde jeunesse en 2009 sur le sprint.
Il fait ses débuts en Coupe du monde en fin d'année 2011. Il collecte ses premiers points cette saison à Hochfilzen.
Il est champion de Suisse 2012 du sprint.
Il réalise deux résultats dans les vingt premiers en 2014-2015 en sprint à Oslo (16e) et à Khanty-Mansiïsk (17e). Il achève cette saison à la 45e place mondiale. Aux Championnats du monde 2017, il est quinzième du sprint, obtenant son meilleur résultat dans un rendez-vous majeur.
En ouverture de la saison 2017-2018, il est sixième du sprint d'Östersund, établissant son meilleur résultat dans la Coupe du monde. Aux Jeux olympiques d'hiver de 2018, il est 64e du sprint, 49e de l'individuel et 15e du relais.

## Palmarès

### Jeux olympiques d'hiver
| Épreuve / Édition                | Individuel | Sprint | Poursuite | Départ en masse | Relais | Relais mixte |
| Jeux olympiques 2018 Pyeongchang | 49e        | 64e    | —         | —               | 15e    | —            |

Légende :
- - : Non disputée par Dolder

### Championnats du monde
| Épreuve / Édition                | Individuel | Sprint | Poursuite | Départ en masse | Relais | Relais mixte |
| Mondiaux 2012 Ruhpolding         | 64e        | —      | —         | —               | —      | —            |
| Mondiaux 2013 Nové Město         | 57e        | 78e    | —         | —               | 17e    | —            |
| Mondiaux 2015 Kontiolahti        | 92e        | 28e    | 32e       | —               | 7e     | 13e          |
| Mondiaux 2016 Holmenkollen       | 74e        | 66e    | —         | —               | 10e    | —            |
| Mondiaux 2017 Hochfilzen         | 64e        | 15e    | 29e       | 30e             | 16e    | —            |
| Mondiaux 2019 Östersund          | 87e        | —      | —         | —               | 11e    | —            |
| Mondiaux 2020 Antholz-Anterselva | DNS        | 38e    | 36e       | —               | 15e    | —            |

Légende :
- — : non disputée par Dolder

### Coupe du monde
- Meilleur classement général : 46e en 2015
- Meilleur résultat individuel : 6e.

Mis à jour le 2 décembre 2017

#### Différents classements en Coupe du monde
| Année     | Classement général final | Sprint | Poursuite | Individuel | Mass start |
| 2011-2012 | 98e                      | 90e    | -         | -          | -          |
| 2012-2013 | 64e                      | 64e    | 52e       | -          | -          |
| 2013-2014 | 96e                      | 87e    | -         | -          | -          |
| 2014-2015 | 46e                      | 35e    | 54e       | -          | -          |
| 2015-2016 | 69e                      | 65e    | 60e       | -          | -          |
| 2016-2017 | 49e                      | 47e    | 49e       | -          | 47e        |
| 2017-2018 | 51e                      | 38e    | 53e       | -          | -          |
| 2018-2019 | 73e                      | 81e    | 72e       | 56e        | -          |
| 2019-2020 | 68e                      | 56e    | 67e       | -          | -          |

### Championnats du monde jeunesse
- Médaille de bronze du sprint en 2009.